# 셀레몬 바레가
셀레몬 바레가 시르타가(암하라어: ሰለሞን ባረጋ ሺርታጋ, 2000년 1월 20일~)는 에티오피아의 육상 선수로 주 종목은 장거리 달리기이다. 2020년 하계 올림픽 남자 10000m 달리기에서 금메달을 획득했고, 2018년 다이아몬드 리그 5000m 달리기에서 우승했다. 또한 2019년 세계 선수권 대회에서 5000m 달리기 은메달을 획득했다.